# Robbi Weldon
Robbi Weldon (* 6. September 1975 in Thunder Bay) ist eine sehbehinderte kanadische Sportlerin, die im Para Ski nordisch und im Paracycling aktiv ist.

## Sportliche Laufbahn
Von Kindesbeinen an war Robbi Weldon sportlich aktiv; schon mit drei Jahren fuhr sie Ski. Im Alter von 15 Jahren wurde bei ihr Morbus Stargardt diagnostiziert, eine genetisch bedingte Form der Makuladegeneration, die das zentrale Sehen beeinträchtigt. Am Mohawk College in Brantford, Ontario, lernte sie zwei Blindensportarten kennen: Torball und Kraftdreikampf. 1995–96 stellte sie nationale und Weltrekorde in den Disziplinen Kniebeugen, Bankdrücken und Kreuzheben auf. 2002 entschied sie sich dafür, künftig Skilanglauf zu betreiben.
2010 startete Weldon, Spitzname Thunder, bei den Winter-Paralympics in Vancouver und 2014 bei den Winter-Paralympics in Sotschi, blieb aber ohne Medaillenerfolg.
Ebenfalls 2010 begann Robbie Weldon auf Anregung eines Nationaltrainers mit dem Radsport auf dem Tandem und errang bei den UCI-Paracycling-Straßenweltmeisterschaften 2010 mit Pilotin Lyne Bessette zwei Medaillen, Gold im Straßenrennen und Silber im Zeitfahren. Bei den Parapanamerikanische Spielen 2011 in Guadalajara holte sie viermal Gold, und bei den Straßenweltmeisterschaften im selben Jahr holten Weldon und Bessette erneut den Titel im Straßenrennen.
Ab 2013 fuhr Weldon mit ihrer neuen Pilotin Emilie Roy, nachdem Bessette in die Politik gegangen war. Im August 2013 wurden sie und Roy bei einem Weltcup-Rennen von einem Auto angefahren, Weldon erlitt dabei mehrere Brüche. Roy gab daraufhin das Paracycling mit Weldon auf.
Bei den Sommer-Paralympics 2016 in Rio de Janeiro belegten Robbi Weldon und Audrey Lemieux im Straßenrennen Rang fünf und im Zeitfahren Rang sieben.

## Ehrungen
2011 wurde Robbi Weldon zur „Behindertensportlerin des Jahres“ von Ontario gewählt. Sie und ihre Pilotin Lyne Bessette trugen bei der Schlusszeremonie der Parapanamerikanischen Spiele 2011 die Fahne der kanadischen Mannschaft. 2021 wurde sie in die Canadian Cycling Hall of Fame aufgenommen.

## Erfolge im Radsport

### Straße
2010
- Weltmeisterin – Straßenrennen (mit Lyne Bessette)
- Weltmeisterschaft – Zeitfahren (mit Lyne Bessette)

2011
- Weltmeisterin – Straßenrennen (mit Lyne Bessette)
- Siegerin bei Parapanamerikanischen Spielen – Straßenrennen, Zeitfahren (mit Lyne Bessette)

2012
- Sommer-Paralympics – Straßenrennen (mit Lyne Bessette)

2015
- Parapanamerikanische Spiele – Zeitfahren (mit Audrey Lemieux)

### Bahn
2011
- Siegerin bei Parapanamerikanischen Spielen – Zeitfahren, Einerverfolgung (mit Lyne Bessette)